# Frankfurt Institute for Advanced Studies

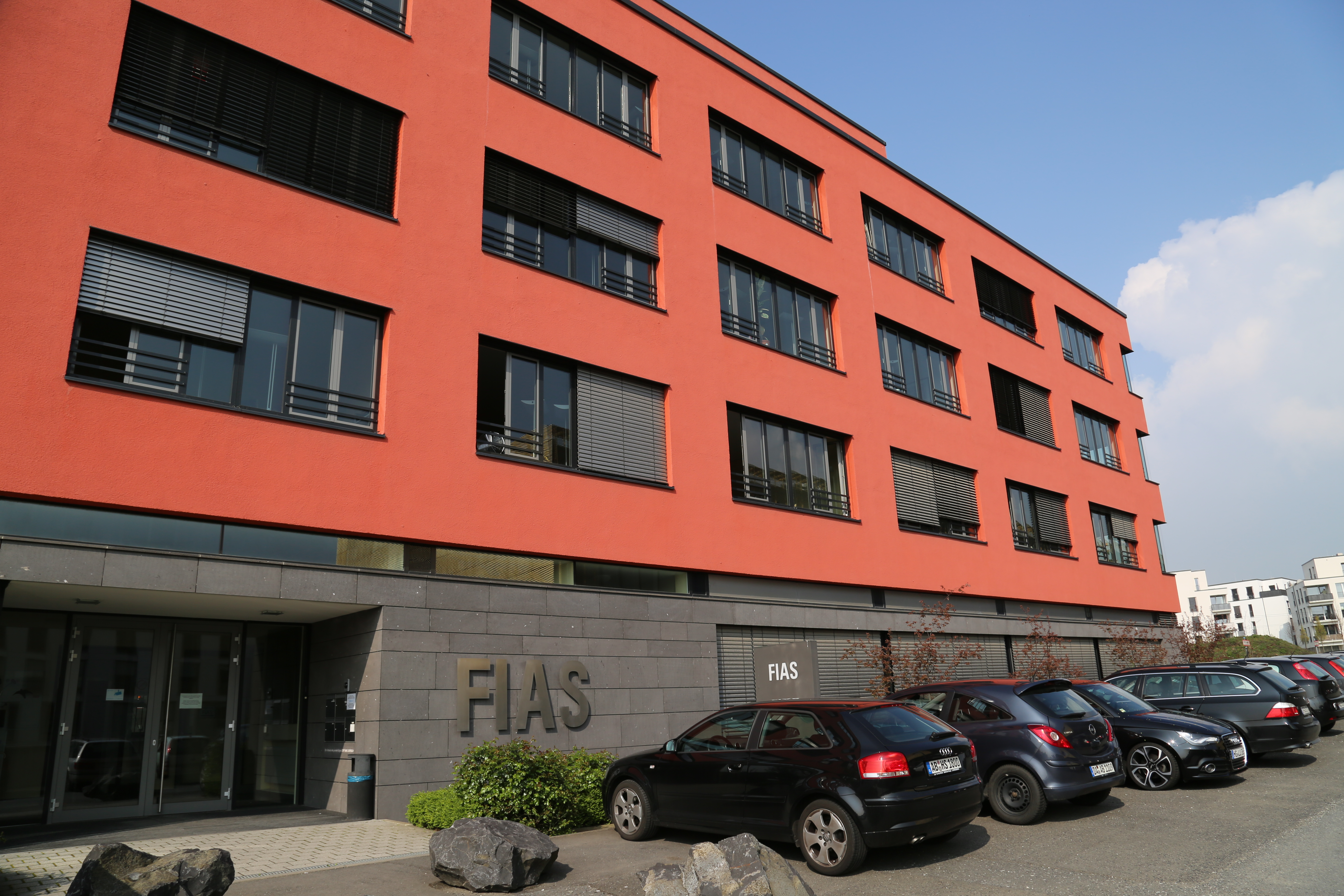
Das FIAS-Gebäude auf dem Campus Riedberg

Das Frankfurt Institute for Advanced Studies (FIAS) ist eine interdisziplinäre Forschungseinrichtung in Frankfurt am Main. In ihr forschen international ausgewiesene Wissenschaftler an Themen zur Theorie komplexer naturwissenschaftlicher Zukunftsthemen. Die Namensgebung verweist auf das wissenschaftliche Vorbild des FIAS, das Institute for Advanced Study (IAS) in Princeton (New Jersey).

## Institut
Das Institut ist eine gemeinnützige Stiftung bürgerlichen Rechts mit eigener Rechtspersönlichkeit, eingerichtet von der Johann Wolfgang Goethe-Universität Frankfurt am Main. Das Institut wurde im Oktober 2003 gegründet und hat seinen Sitz auf dem Campus Riedberg der Goethe-Universität, die das durch die Stiftung Giersch errichtete Gebäude zur Verfügung stellt. Zweck der Stiftung ist die Förderung der Wissenschaft im Bereich theoretischer naturwissenschaftlicher Grundlagenforschung insbesondere auf den Gebieten Biologie, Chemie, Informatik, Neurowissenschaften, Physik und benachbarter Disziplinen. Sie kooperiert mit der Goethe-Universität und umliegenden Forschungsinstituten sowie mit privaten Stiftern und Sponsoren. Organe der Stiftung sind der Vorstand sowie der Stiftungsrat. Der Wissenschaftliche Beirat, die Faculty der Senior Fellows und das Kuratorium beraten die Organe der Stiftung. Der Vorstand besteht aus einem Wissenschaftlichen Direktor, der das FIAS gerichtlich und außergerichtlich vertritt.
Am FIAS wirken etwa 80 Wissenschaftler aus diversen Herkunftsländern, die neben ihrer Forschung auch mehr als 50 Promovierende im Rahmen der Frankfurt International Graduate School for Science (FIGSS) betreuen. Ein kleines administratives Team verwaltet das Institut.

## Forschung
Ziel des FIAS ist die Förderung der Forschung auf den Gebieten der Theoretischen Naturwissenschaften, der Computerwissenschaften und KI-Systeme sowie der Lebens- und Neurowissenschaften. Es versteht sich als Plattform für die theoretische Erforschung komplexer selbstorganisierender Systeme der Natur. Experimentelle Daten können das Zusammenspiel der Komponenten oft nur unzureichend beschreiben. Hier werden fundierte theoretische Grundlagen und Analysen immer wichtiger. Am FIAS entstehen diese durch mathematische Algorithmen und Simulationen, vor allem aber durch eine Zusammenarbeit über die Grenzen der Disziplinen hinweg.
So abstrahieren die Theoretischen Naturwissenschaften die zu untersuchenden Phänomene gezielt und reduzieren sie auf die zugrundeliegenden Prinzipien. Die Quantenmechanik hilft zum Beispiel, das Verhalten von Atomen und damit die Chemie zu verstehen. Am FIAS wird vielfältig im Bereich der Theoretischen Physik geforscht: Von der Elementarteilchenphysik und der Suche nach kleinsten und dichtesten Materieformen und Biophysik bis zu Gravitationswellen und Neutronensternen. Die Forschungsschwerpunkte sind Schwerionenphysik, relativistische Astrophysik, Energienetzwerke und Tumortherapie mit Ionenstrahlen.
Die Computerwissenschaften befassen sich mit energieeffizienten Hochleistungsrechnern. Supercomputer ermöglichen Simulationen von komplexen Prozessen und Analysen großer Datenmengen. Da diese immer leistungsstärker werden, dabei aber auch immer mehr Energie verbrauchen, beschäftigt sich ein Forschungszweig am FIAS mit der Entwicklung energieeffizienter Rechenzentren. So gehören die am FIAS entwickelten Rechner zu den energiesparendsten Systemen weltweit. Forschungsschwerpunkte sind Rechenzentren mit höchster Energieeffizienz, Entwicklung effizienter Algorithmen zur Unterstützung hocheffektiver Hardware und Datenanalyse bei Großexperimenten.
Systeme Künstlicher Intelligenz (KI) und speziell Methoden des Machine Learning spielen eine immer größere Bedeutung in vielen Zweigen des täglichen Lebens. Am FIAS werden solche Methoden (und auch Deep Learning) zur Beschreibung komplexer Systeme und u. a. zur besseren Vorhersage von seismischen Ereignissen, der Optimierung von Energienetzwerken genutzt.
Die Lebens- und Neurowissenschaften helfen, das Leben und das Gehirn zu verstehen. In den Biowissenschaften spielen quantifizierbare Daten eine immer größere Rolle. Sie sind die Grundlage für Algorithmen und Modelle. Forschungsschwerpunkte in den Lebenswissenschaften: Analyse, Visualisierung, Modellierung und Simulation von Zellbewegungen, Innere Signalprozesse; Interaktionen von Zellen miteinander und ihrer chemischen und mechanischen Umgebung, Personalisierte Medizin: Computermodelle für ein ganzheitliches Verständnis über Infektionskrankheiten und deren Übertragung.
Eine der komplexesten Strukturen auf der Erde ist das Gehirn. Es besteht aus einem Netzwerk von mehreren Milliarden Nervenzellen (Neuronen). Die Entwicklung von Theorien zur Organisation von molekularen und zellübergreifenden Netzwerken ist ein Forschungsinteresse am FIAS.
Forschungsschwerpunkte in den Neurowissenschaften: Mathematische Untersuchung hoch-dimensionaler Aktivitätsmuster, die in bestimmten neuronalen Netzwerken bei Menschen und Tieren bei kognitiven und ausführenden Prozessen auftreten, Simulation biologisch inspirierter neuronaler Netzwerke, um besser zu verstehen, was Sehen, Lernen, Verstehen und Bewegung ermöglicht, Implementation des Gelernten in moderne Robotersysteme.
Das FIAS arbeitet in enger Kooperation mit verschiedenen Instituten der Goethe-Universität Frankfurt zusammen. Darüber hinaus bestehen Kooperationen mit anderen Forschungseinrichtungen im Rhein-Main-Gebiet, darunter dem GSI Helmholtzzentrum für Schwerionenforschung in Darmstadt, dem Max-Planck-Institut für Biophysik, dem Max-Planck-Institut für Hirnforschung und dem Ernst Strüngmann Institut (ESI) in Frankfurt.

## Persönlichkeiten (Auswahl)

### Aktuell
- Hannah Elfner
- Eckhard Elsen
- Martin-Leo Hansmann
- Gerhard Hummer
- Volker Lindenstruth
- Thomas Lippert
- Volker Mosbrugger
- Wolf Singer
- Horst Stöcker
- Christoph von der Malsburg
- Luciano Rezzolla
- Enrico Schleiff
- Rudolf Steinberg
- Peter Wild
- Johann-Dietrich Wörner[5]

### Ehemalig
Sabine Hossenfelder (bis Anfang 2023)

## Belege
1. ↑  20 Jahre Frankfurt Institute for Advanced Studies (FIAS): Das Schnellboot der Forschung. Auf: uni-frankfurt.de vom 20. Oktober 2024.
2. ↑  FIAS: Übersicht
3. ↑  FIAS: Gremien
4. ↑  FIAS: Forschung – Übersicht
5. ↑  Jan Wörner neuer FIAS-Direktor. Auf: fias.news vom 25. Juni 2025.

Koordinaten: 50° 10′ 24,8″ N, 8° 37′ 41,3″ O